# Ali et Nino
Ne doit pas être confondu avec Ali et Nino (sculpture).
Ali et Nino (Ali und Nino) est un roman publié en 1937 en langue allemande par l'éditeur autrichien E.P. Tal. relatant une romance entre un musulman azerbaïdjanais et une chrétienne géorgienne se déroulant à Bakou dans les années 1918-1920. 
Le roman explore les dilemmes créés par la domination « européenne » sur une société « orientale » et présente un portrait tableau de Bakou, la capitale de l'Azerbaïdjan, pendant la période de la République démocratique d'Azerbaïdjan qui a précédé la longue ère de la domination soviétique. Édité sous le pseudonyme de Kurban Said, le roman a été publié dans plus de trente langues avec plus de cent éditions ou réimpressions. Il est largement considéré comme un chef-d'œuvre littéraire et depuis sa redécouverte et sa circulation mondiale, qui a commencé en 1970, il est communément considéré comme le roman national de l'Azerbaïdjan. La traduction anglaise, par Jenia Graman, est publiée en 1970.
Il y a eu beaucoup d'intérêt pour la paternité d'Ali et Nino. La véritable identité derrière le pseudonyme « Kurban Said » a fait l'objet de quelques controverses. L'hypothèse que Lev Nussimbaum, alias Essad Bey,  en soit l'auteur a fait surface à l'origine en 1944. Dans le best-seller international 2005 de Tom Reiss, The Orientalist: Solving the Mystery of a Strange and Dangerous Life, Reiss explique en détail que le roman est l'œuvre de Nussimbaum, qui poursuit une affirmation datant de la correspondance et des écrits de Nussimbaum de 1938 à 1942 et de la écrits d'Ahmed Giamil Vacca-Mazzara dans les années 1940.  Une revendication de Yusif Vazir Chamanzaminli en tant qu'auteur est née en 1971. L'argument en faveur de Chamanzaminli a été présenté dans un numéro spécial de 2011 d'Azerbaidjan International intitulé Ali and Nino: The Business of Literature, dans lequel Betty Blair a fait valoir que Nussimbaum n'avait fait qu'embellir un manuscrit dont elle suppose que Chamanzaminli doit être « l'auteur principal », une position qui avait déjà été avancée par les fils de Chamanaminli et leurs partisans depuis quelques années. Le détenteur des droits d'auteur du roman, Leela Ehrenfels, soutient que sa tante, la baronne Elfriede Ehrenfels von Bodmershof, est l'auteur du livre, principalement parce que le contrat d'édition du livre et la notice de catalogue ultérieure l'identifient comme Kurban Said, bien que peu soutiennent cela comme preuve de sa paternité.

## Résumé

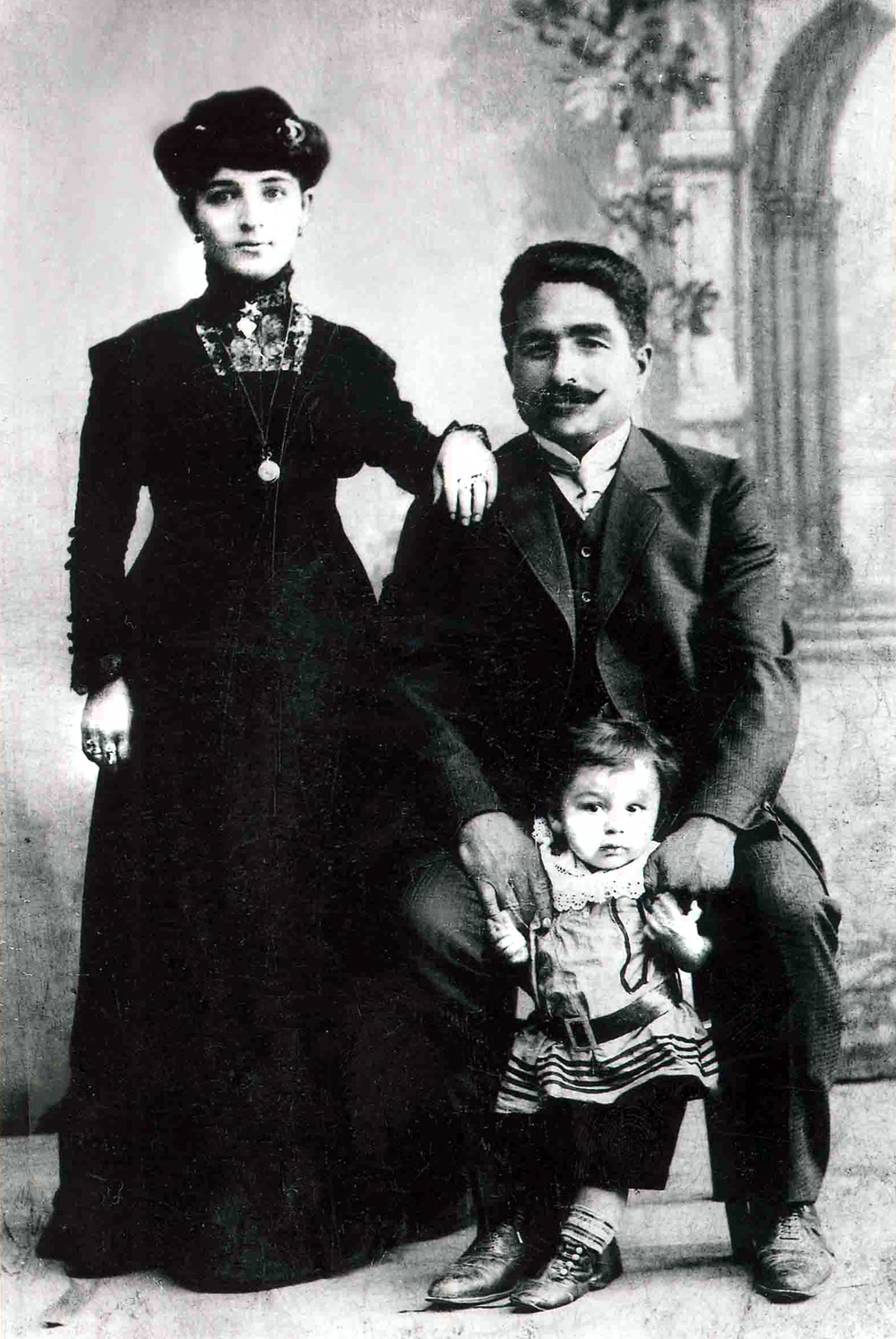
Une famille interculturelle à Bakou : Alexandra, une Géorgienne, son mari azerbaïdjanais Alipasha Aliyev et leur fille Tamara (début des années 1900).

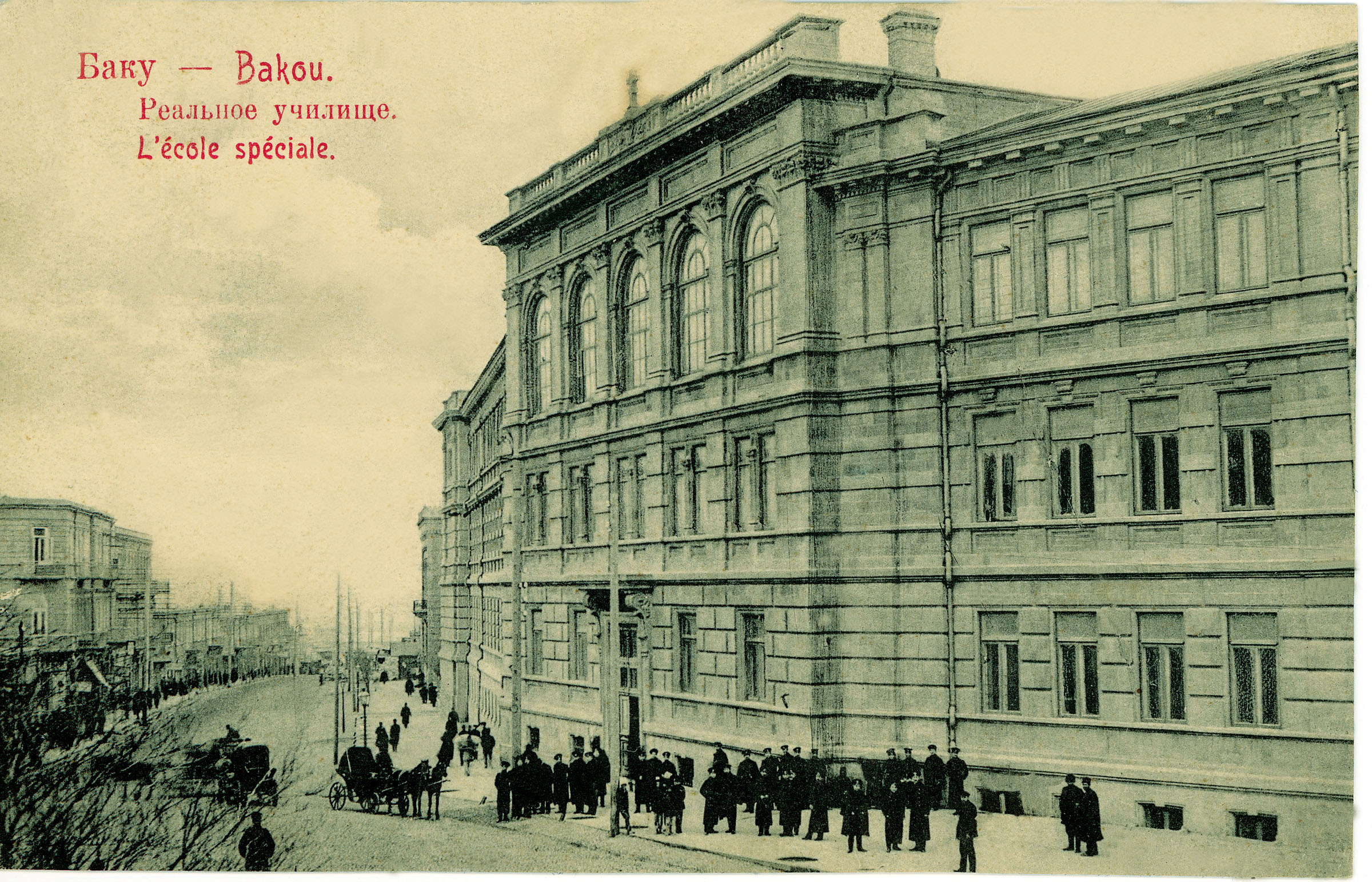
L'école Baku Realni, décor de la première scène dAli et Nino, abrite désormais l'Université d'économie.

Nous sommes au début des années 1910 à Bakou, en Azerbaïdjan, sous contrôle russe. Ali Khan Shirvanshir et Nino Kipiani sont toujours à l'école, mais s'aiment depuis de nombreuses années. Il appartient à une famille azerbaïdjanaise distinguée (d'ascendance persane) et est musulman. Malgré son éducation européenne, il se sent profondément asiatique. Elle appartient à une famille géorgienne distinguée et les autorités russes lui ont permis d'utiliser le titre de « princesse ». Elle est chrétienne et culturellement européenne.
La Russie entre en guerre (en 1914) ; certains des amis musulmans d'Ali rejoignent avec empressement l'armée russe, mais il pense que c'est une guerre de chrétiens. Puis l'Empire ottoman (Turquie) déclare la guerre à la Russie ; les Ottomans sont musulmans, mais sunnites, tandis que les Azerbaïdjanais sont chiites. Il y a de la perplexité et de l'incertitude quant à l'avenir.
Le père d'Ali lui permet d'épouser Nino. Le père de Nino lui permet de se marier dans un an, quand elle aura fini l'école ; sa permission est apparemment en partie grâce à la persuasion de l'ami d'Ali, Melek Nacharyan, un Arménien (chrétien). Mais, de manière totalement inattendue, Nacharyan kidnappe Nino, la persuadant qu'elle sera en sécurité avec lui quoi qu'il arrive pendant la guerre, et s'éloigne de Bakou avec elle. Sur la route non goudronnée, Ali dépasse sa voiture à cheval et le poignarde à mort. Il a également le droit de tuer Nino, mais l'épargne et ordonne à ses compagnons de ne pas lui faire de mal.
Pour échapper à la vengeance de la famille de Nacharyan, Ali se cache dans un village de montagne du Daghestan. Au bout d'un moment, Nino le rejoint ; ils s'aiment encore. Ils sont mariés et vivent dans une pauvreté bienheureuse. Puis la nouvelle tombe que le tsar a été déposé, que le gouvernement de Bakou s'est évaporé et que toute la famille Nacharyan est partie. Ali et Nino retournent à Bakou.
Bakou est encerclé par une armée russe irrégulière en quête de pillage. Ali rejoint les défenseurs ; Nino refuse de se mettre à l'abri et aide derrière la ligne de front. Mais ils doivent fuir et la maison de Shirvanshir est dépouillée par des pillards. Avec le père d'Ali, ils s'enfuient en Perse, qui est en paix. Ali et Nino restent à Téhéran dans un grand confort, mais elle est confinée au harem et est profondément mécontente. Ali rejoint le défilé sur Muharram et rentre chez lui ensanglanté, au grand désarroi de Nina.
Dans la guerre, les Turcs commencent à l'emporter sur la Russie. La République démocratique d'Azerbaïdjan est proclamée et les Turcs occupent Bakou. Ali et Nino reviennent, et elle prend en charge la rénovation et le réaménagement de la maison Shirvanshir. C'est une période heureuse. Mais les Turcs sont contraints de faire la paix et de se retirer, et leur place est prise par une force d'occupation (et de protection) britannique. La République existe toujours et Ali et Nino, qui parlent tous deux anglais, accueillent les événements gouvernementaux. De sa propre initiative, Nino s'arrange pour qu'ils soient affectés à l'ambassade à Paris, mais Ali ne supporte pas de quitter Bakou, et elle lui cède et s'excuse. Elle donne naissance à une fille.
La guerre est terminée et les troupes britanniques vont se retirer. Les Russes pressent à nouveau. Par temps chaud, Ali, Nino et le bébé se rendent dans son domaine près de la ville azerbaïdjanaise de Ganja. Ils se coupent des nouvelles et des événements et sont très heureux. Mais la nouvelle tombe : les Russes ont pris Bakou et Ganja est attaquée par une force importante. Nino s'enfuit en Géorgie avec leur fille, mais Ali refuse de partir. Il est tué en défendant la ville (la République démocratique d'Azerbaïdjan est tombée en 1920 et le pays est devenu une partie de l'Union soviétique).

## Ali et Ninodans les art, au théâtre et au cinéma
En 1998, Hans de Weers d'Egmond Film & Television, basé à Amsterdam, a cherché à trouver des partenaires américains pour une adaptation cinématographique d'Ali et Nino, qui devait être tournée en anglais et écrite par le scénariste azerbaïdjanais oscarisé Rustam Ibragimbekov. De Weers aurait « reconstitué 30% du budget de 8 millions de dollars des Pays-Bas et de l'Azerbaïdjan ».
En 2004, la société cinématographique néerlandaise Zeppers Film & TV, en coproduction avec NPS, a sorti un documentaire de 90 minutes du réalisateur néerlandais Jos de Putter intitulé Alias Kurban Said. Le film examine les désaccords sur la paternité du roman Variety l'a qualifié de « magnifique polar historique, dans lequel des photographies en ruine, des documents jaunissants et des bobines oubliées de film 35 mm sont investis d'un formidable pouvoir évocateur ». Le film montre des preuves documentaires qu'Abraham Nussimbaum était propriétaire de puits de pétrole vendus à la firme Nobel en 1913. Le film faisait partie de la sélection officielle du Festival du film de Tribeca, du Festival international du film de Rotterdam et du Festival du film néerlandais de 2005. Sa musique a remporté le prix de la meilleure musique au Festival du film des Pays-Bas.
Ali et Nino a été adapté en pièce de théâtre au Théâtre municipal de Bakou en 2007. La compagnie de théâtre azerbaïdjanaise qui l'a mise en scène en 2007 a également joué la pièce lors d'un festival international de théâtre à Moscou en 2012.
En février 2010, une agence de presse azerbaïdjanaise a rapporté que le réalisateur géorgien Giorgi Toradze prévoyait de réaliser un « documentaire » sur la « création » d'Ali et Nino, bien que la description du film dans le reportage suggère qu'il s'agirait d'une interprétation fictive. Selon le rapport, le projet « a été soumis au ministère azerbaïdjanais de la Culture et du Tourisme par le producteur de films Giorgi Sturua ».
Une sculpture en métal créée par la sculptrice géorgienne Tamara Kvesitadze en 2007, intitulée Homme et Femme, qui a été bien accueillie à la Biennale de Venise de 2007, a été installée à Batoumi, en Géorgie, en 2010 et rebaptisée Ali et Nino, d'après les personnages principaux du roman de Kurban Said. Le roman aurait été l'inspiration de Kvesitadze pour l'œuvre. Voir le site web du sculpteur dans lequel la sculpture est toujours intitulée Homme et Femme,.
Une « ré-imagination musicale » du roman, intitulée Sur les traces d'Ali et Nino, a été créée à Paris à l'Amphithéâtre Richelieu de l'Université de Paris IV, Paris-Sorbonne en avril 2012. Son « initiateur, chef de projet et pianiste » était la pianiste azerbaïdjanaise Saida Zulfugarova. Sa « bande originale » du roman utilisait « à la fois de la musique traditionnelle géorgienne et azerbaïdjanaise et des œuvres d'Azer Rzaev, Uzeyir Hajibeyli, Vagif Mustafazadeh, Fritz Kreisler et, bien sûr, Kara Karayev, parmi beaucoup d'autres ». Il a été réalisé par Charlotte Loriot,.
En 2013, le roman est adapté pour un film par le scénariste et dramaturge britannique Christopher Hampton. Asif Kapadia a été nommé réalisateur et la production du film devrait commencer en 2014. La productrice du film est Leyla Aliyeva, vice-présidente de la Fondation Heydar Aliyev.